# O Prado (Villamarín)
O Prado es un caserío español situado en la parroquia de León, del municipio de Villamarín, en la provincia de Orense, Galicia.

## Demografía
| Gráfica de evolución demográfica de O Prado entre 2000 y 2023 |
|                                                               |
| Datos según el nomenclátor publicado por el INE.              |